# Manduca pellenea
Manduca pellenea är en fjärilsart som beskrevs av Heinrich Benno Möschler 1882. Manduca pellenea ingår i släktet Manduca och familjen svärmare. Inga underarter finns listade i Catalogue of Life.